# Bemalen

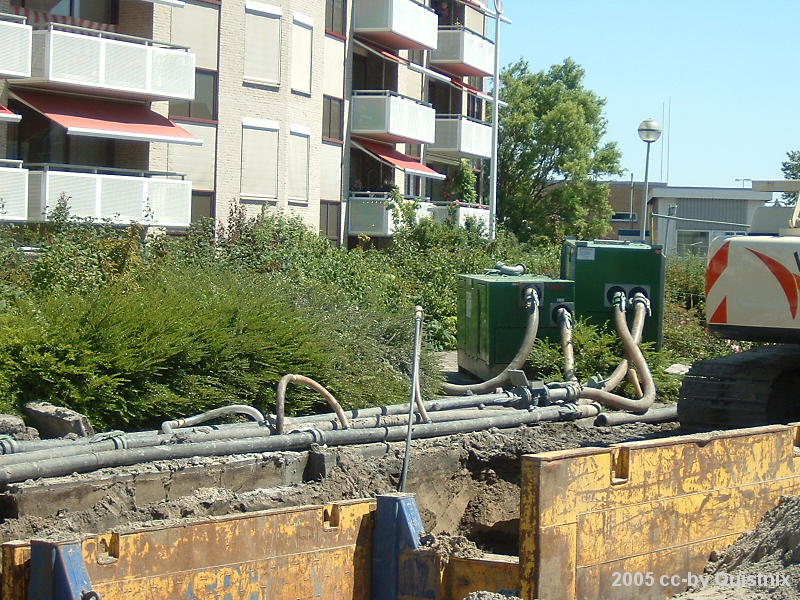
Bemaling van een bouwput met rechts de verplaatsbare pompen

Bemalen is het actief beheersen van het peil van oppervlaktewater of grondwater. Tegenwoordig gebruikt men daarvoor elektrisch aangedreven pompen of een gemaal, in het verleden windgedreven watermolens. Door het bemalen kan de omliggende grond gaan zetten (klink).
Bemalen is veelal nodig in polders om het waterpeil te reguleren. Ook bij een tijdelijke bouwput is bemaling nodig om te voorkomen dat de bouwput volstroomt, dit wordt in Nederland bronbemaling en in België droogzuiging genoemd. Bemaling zorgt dan voor een tijdelijke verlaging van de grondwaterstand totdat de funderingen en ingegraven constructies zijn aangebracht. Bij het bemalen van een bouwput worden (tot onder het freatisch vlak) geperforeerde buizen verticaal in de grond gestoken. Deze buizen worden bovengronds met een leiding verbonden. Pompen zuigen het water vervolgens af. Bemaling voor bouwwerven heeft een impact op het grondwaterpeil en kan leiden tot droogte in de wijdere omgeving, vooral in het geval van zandgrond. Om die reden is in Vlaanderen een omgevingsvergunning vereist voor het plaatsen van bronbemaling. Om de impact van de bemaling te beperken, mag het grondwater niet in de riolering geloosd worden, maar dient het lokaal terug geïnfiltreerd te worden. Ook kan met retourbemaling gewerkt worden.
Bij bodemsanering wordt soms ook bemaling (grondwateronttrekking) toegepast. Dit gebeurt met name bij een grondwatersanering, maar ook wel bij een grondsanering om een ontgraving mogelijk te maken. Het grondwater wordt bij een ernstige verontreiniging vaak eerst gereinigd alvorens het wordt geloosd.